# بيوظ
البُيُوظ أو البُيُوز هي معجنات تركية مرتبطة بإزمير في تُركِيَّة وهي المدينة الوحيدة حيث تُحضر للأغراض التجارية وتتبع الوصفة الأصيلة. على هذا النحو ، أصبح بويوز في نظر أهل إزمير رمزًا لمدينتهم أو لشوقهم إليها عندما يكونون بعيدًا. البيوظ الأكثر تفضيلاً هو المعهود دون إضافة لحوم أو جبن أو حشوات السبانخ حيث يخبز بواسطة حفنة من خبازيّ البيوظ الرئيسين في إزمير.
عجينة البيوظ مزيج من الدقيق وزيت عباد الشمس وكم صغيرة من الطحينة. يعجن باليد وتترك كرة العجينة لترتاح لمدة ساعتين. ثم تُفرد العجينة إلى عرض الطبق وتترك للراحة مرة أخرى. ثم تعجن وتفرد مرة أخرى قبل تشكيلها على شكل لفائف وتترك لتستقر على هذا النحو لفترة أخرى تصل إلى عدة ساعات. عندما يغدو نسيج العجينة طريًا ولكنه على وشك الانفصال إلى قطع، يُقطع إلى كرات صغيرة ويوضع في صفوف من الأحواض الصغيرة ويتبل بالزيت النباتي ما بين نصف ساعة وساعة. ثم يأخذ المعجون شكلًا بيضاويًا ويكتسب قوام الملفوف. يمكن بعد ذلك وضع الكرات الصغيرة على صينية في فرن شديد الحرارة إما بشكل عادي أو مع إضافة حشوات من الجبن أو السبانخ بالداخل.
المرافقات المعتادة للبيوظ هي الشاي الداكن والبيض المسلوق مع رش الفلفل الأسود بسخاء. يؤكل البيوظ عمومًا في الهواء الطلق ويُشترى من الباعة الجائلين.